# Лобошане
Лобошане — деревня в Оричевском районе Кировской области в составе Шалеговского сельского поселения.

## География
Расположена на расстоянии примерно 10 км по прямой на юго-запад от райцентра поселка Оричи.

## История
Известна с 1671 года как починок Фетки Гребенева с 2 дворами, в 1765 году здесь (починок Фёдора Гребенева) уже 25 жителей. В 1873 году тут (починок Фёдора Гребенева или Лобошане) дворов 16 и жителей 74, в 1905 22 и 129, в 1926 (деревня Лобашана или Федора Гребенева) 18 и 98, в 1950 (Лобошана) 18 и 81, в 1989 году оставалось 7 постоянных жителей. Настоящее название утвердилось с 1978 года. 

## Население
Постоянное население  составляло 5 человек (русские 100%) в 2002 году, 2 в 2010.